# Wallfahrtskirche Hl. Ulrich (Semriach)

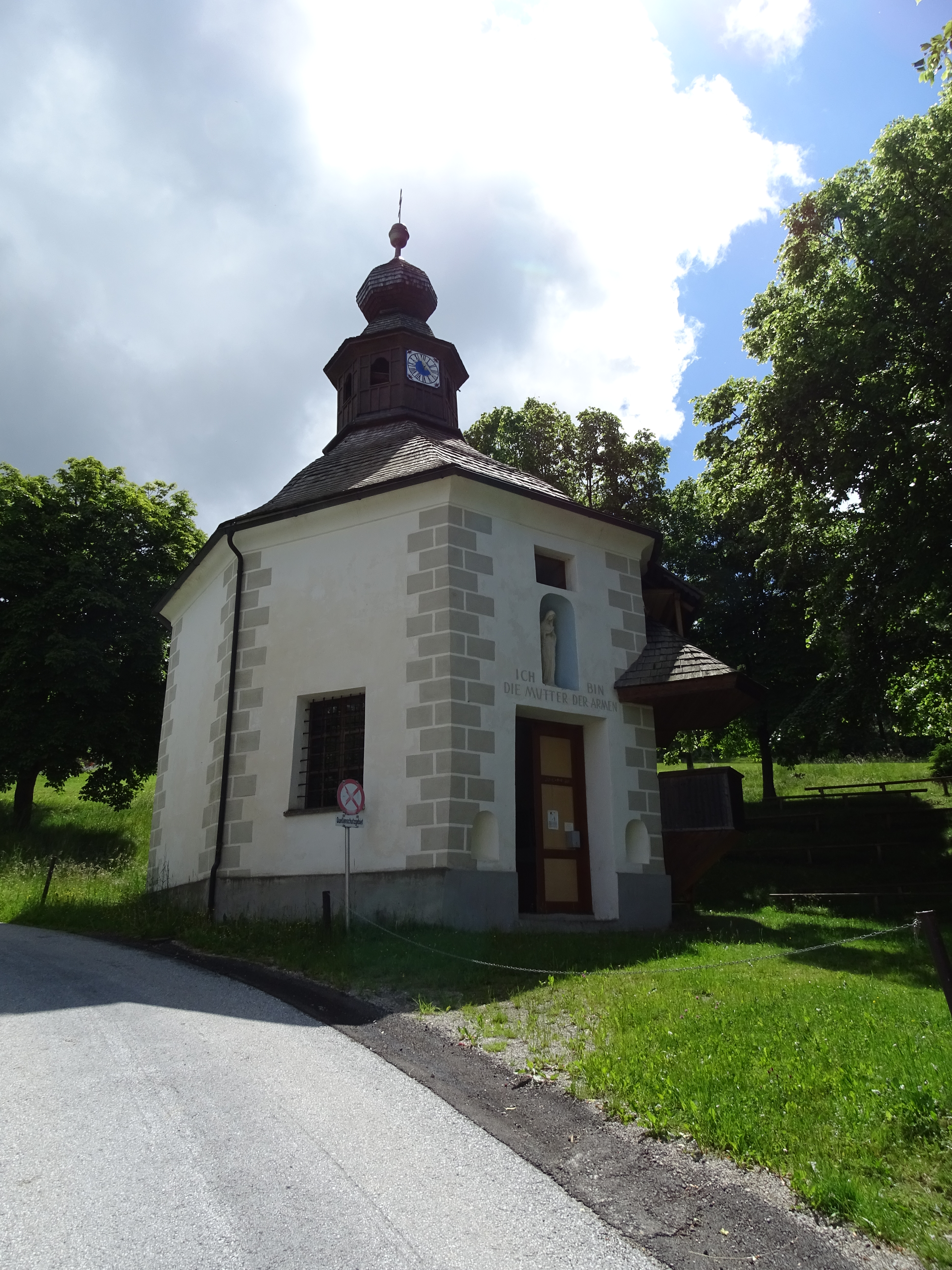
Die Kirche im Juni 2020

Die Kirche hl. Ulrich, auch Ulrichsbrunn-Kapelle genannt, ist eine römisch-katholische Kapelle und Wallfahrtskirche in der Gemeinde Semriach in der Steiermark. Ihre Geschichte geht bis auf die erste Hälfte des 18. Jahrhunderts zurück.

## Lage
Die Kirche befindet sich in der Semriacher Katastralgemeinde Windhof. Sie steht über einer Ulrichsbrunn genannten Quelle.

## Geschichte
Die Kirche wurde nach 1720 an der Stelle einer Ulrichs-Säule errichtet. 1779 wurde durch einen Blitz das Dach zerstört und erst wieder 1811 erneuert. In den Jahren 1963 und 1999 wurde das Gebäude restauriert.

## Beschreibung

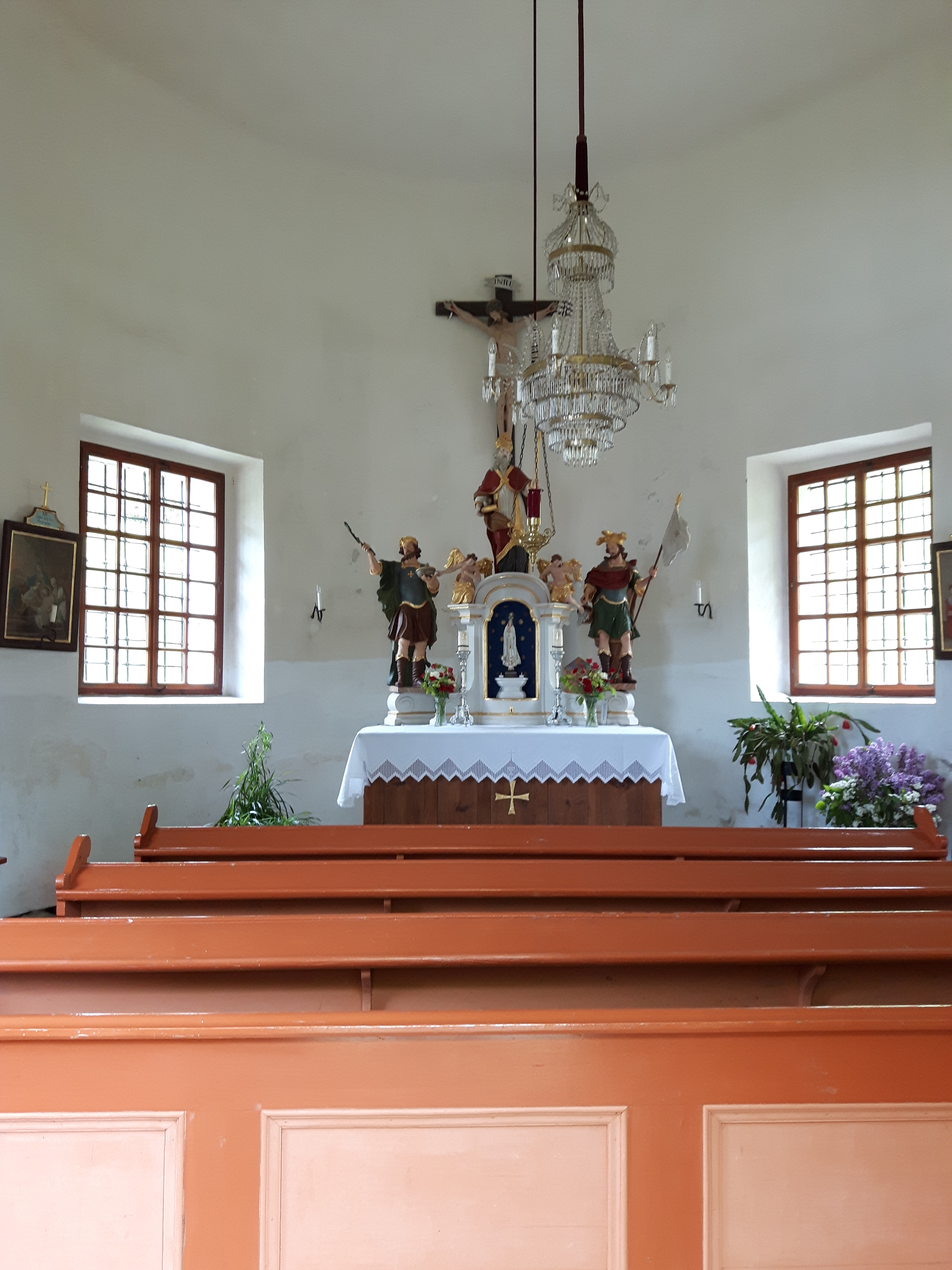
Blick auf den Altar der Kirche

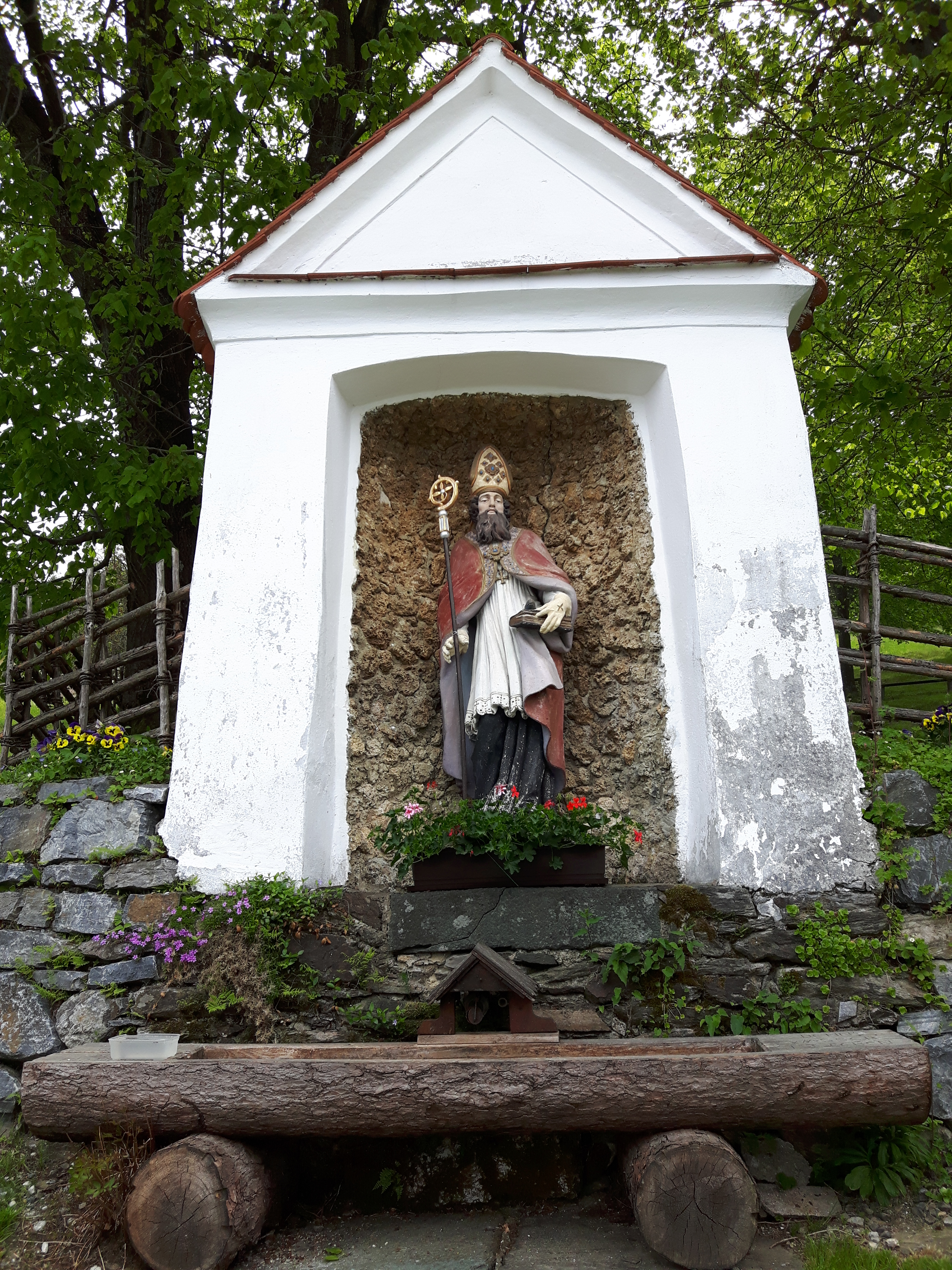
Die gemauerte Brunnengrotte in der Nähe der Kirche

Das Kirchengebäude ist ein achteckiger Zentralbau mit einem Zeltdach und kleinem Glockentürmchen. Im Osten ist die Sakristei angebaut. Im Türmchen hängt eine 1546 gegossene Glocke, die aus der ehemaligen Friedhofskapelle hierher überführt wurde. Neben dem Eingang  ist eine hölzerne Außenkanzel. Der Innenraum ist oval und hat eine Flachdecke. Die Sängerempore ist aus Holz. Auf dem 1777 geweihten Altar befinden sich drei Statuen. Weiters befinden sich Kreuzwegbilder aus der zweiten Hälfte des 18. Jahrhunderts in der Kirche, ursprünglich aus der Pfarrkirche von Semriach. Über dem Eingangsportal steht eine 1965 angefertigte Statue der Jungfrau der Armen von Banneux.
In der Nähe der Kirche gibt es eine gemauerte Brunnengrotte mit Bildstockarchitektur und einer aus der ersten Hälfte des 18. Jahrhunderts stammende Figur des heiligen Ulrich.

## Legenden
Der Legende nach soll das Wasser der Quelle Augenleiden heilen.